# Rendez-vous dans la forêt
Rendez-vous dans la forêt est un tableau du peintre français Henri Rousseau réalisé en 1889. Cette huile sur toile représente dans un style naïf un homme et une femme échangeant un baiser dans une forêt, chacun monté sur un cheval. Elle est aujourd'hui conservée à la National Gallery of Art, à Washington, aux États-Unis.